# Igucsi Noboru
Igucsi Noboru (井口昇; Hepburn: Noboru Iguchi) (Tokió, 1969. június 28. –) japán filmrendező, forgatókönyvíró, színész, aki elsősorban pornó-, illetve horrorfilmeket forgatott.

## Élete és pályafutása
Igucsi 1969. június 28-án született Tokióban. Elmondása szerint munkáira a gyermekkorában meglátogatott japán cirkuszi kísértetházak voltak hatással, filmjeivel egyszerre akarja szórakoztatni és meghökkenteni a közönséget.

### Pornófilmek
Igucsi a széles körű pornófilmrendezői pályafutása során számos stúdióval, így a CineMagickel, a Big Morkallal, a Try-Hearttal, az h.m.p-vel és a Soft on Demanddel is dolgozott. Videóiban Nacume Nana és Coda Risza is szerepelt. Videói számos tipikus japán pornóműfajt felöleltek, így a vérfertőzést, a nakadasit, a bondage-t, a csoportos szexet és a beöntést is.
A Nana Nacume főszereplésével forgatott Saisú szeiki! Nacume Nana: Kjúkjoku no Eros (最終性器! 夏目ナナ～究極のエロス～) című filmjével elnyerte a „legjobb kölcsönzői videó” díját a 2005-ös SOD Awardson. Ebben a videóban a Nacume által alakított szereplőnek egy balul elsült katonai kísérlet miatt gépfegyverek lőnek a melleiből, ha szexuálisan felizgatják. A film speciális effektjeit Nisimura Josihiro készítette el.

### Mainstream filmek
Igucsi egyik korai filmje volt az 1997-ben megjelent Kurusime-szan (クルシメさん) horrorvígjáték. A film, amin Igucsi a forgatókönyvíró, a vágó, az operatőr és a rendező szerepét is magára vállalata elnyerte az 1998-as Yubari International Fantastic Film Festival bátorítási díját.
Igucsi 2003-ban írta és rendezte a Koiszuru jócsú horrorvígjátékot, amely egy fiú, egy lány és egy élősködő különös kapcsolatát meséli el. Igucsi rendezte a 2006-ban megjelent Oira szukebant, melynek főszereplője Szugiura Aszami pornószínésznő volt. Igucsi a New York Asian Film Festivalon adott interjújában elmesélte a film forgatása alatt történt egyik incidenst, amely során az egyik színésznő nem volt teljesen tisztában a szerepéről, és nem volt hajlandó teljesen meztelenül felvenni az akciójeleneteket. Igucsi elmondása szerint „Le kellett nyugtatnunk, el kellett fognunk, és meg kellett győznünk, hogy csinálja a munkáját… Úgy csináltuk, hogy ne tudja elhagyni a forgatást… Amerikában ezért bepereltek volna minket.”
Igucsi szintén 2006-ban forgatta az Umezu Kazuo hasonló című mangasorozatán alapuló Nekome kozót. A film, melyben Isida Miku, Kumakiri Aszami, Tagucsi Hiromasza, Takenaka Naoto és Cuda Kandzsi szerepel 2006 júniusában jelent meg a japán mozikban, melyet 2006 októberében követett a DVD-kiadás.
Igucsi írta és rendezte a 2008-as kultikussá vált Kataude Machine Girl című akciófilmet, ahol ismét Nisimura Josihiróval dolgozott együtt a speciális effektek elkészítésében. Igucsi az „egy lány elveszíti a karját, majd bosszúhadjáratot indít” gondolatmenet alapján akart egy akciófilmet készíteni, a gépfegyver csak később került képbe. Igucsi a 2009-es és a 2010-es New York Asian Film Festival különleges vendége volt.
Igucsi 2010-ben Dendzsin Zaborgar címen elkészítette az addigi legnagyobb költségvetésű filmjét, mely az 1970-es években népszerű Dendzsin Zaborger című televíziós sorozaton alapul. Következő filmje a 2011-ben megjelent Zombie Ass horrorvígjáték volt.

## Filmjei
Rendezőként
- Kurusime-szan (クルシメさん; Hepburn: Kurushime-san?) (1997)
- Koiszuru jócsú (恋する幼虫; Hepburn: Koi-suru Yōchū?) (2003)
- Oira szukeban (おいら女蛮 スケバン; Hepburn: Oira Sukeban?) (2006)
- Mandzsi (卍; Hepburn: Manji?) (2006)
- Nekomo kozó (猫目小僧; Hepburn: Nekome Kozō?) (2006)
- Kataude Machine Girl (片腕マシンガール; Hepburn: Kataude Mashin Gāru?) (2008)
- RoboGeisha (ロボゲイシャ; Hepburn: Robogeisha?) (2009)
- Szentó sódzso: Csi no tekkamen deszecu (戦闘少女 血の鉄仮面伝説; Hepburn: Sentō Shōjo: Chi no Tekkamen Densetsu?) (2010)
- Dendzsin Zaborger (電人ザボーガー; Hepburn: Denjin Zabōgā?) (2011)
- Tomie: Unlimited (富江　アンリミテッド; Hepburn: Tomie Anrimiteddo?) (2011)
- Zombie Ass (ゾンビアス; Hepburn: Zonbi Asu?) (2011)
- Dead Sushi (デッド寿司; Hepburn: Deddo Sushi?) (2012)
- Az „F is for Fart” szegmens az ABCs of Death-ben (2012)
- Nuigurumaa Z (ヌイグルマーZ; Hepburn: Nuigurumaa Z?) (2014)
- Live (ライヴ; Hepburn: Raivu?) (2014)
- Dzsiszó szensi Damager (自傷戦士ダメージャー; Hepburn: Jishou Senshi Dameejaa?) (2015)
- Hentai-dan (変態団?) (2015)
- Kinema dzsundzsó (キネマ純情; Hepburn: Kinema junjō?) (2016)
- Slaveman (スレイブメン; Hepburn: Sureibumen?) (2017)
- Ghost Squad (ゴーストスクワッド; Hepburn: Gōsuto sukuwaddo?) (2018)
- Geszu ni itaru jamai (ゲスに至る病; Hepburn: Gesu ni itaru yamai?) (2018)
- Kakugo va ii ka szoko no dzsosi. (覚悟はいいかそこの女子。; Hepburn: Kakugo wa ī ka soko no joshi.?) (2018)
- Aku no hana (惡の華; Hepburn: Aku no hana?) (2019)